# Aulonocara nyassae
Aulonocara nyassae, conosciuto anche come ciclide imperatore, è una specie di pesci di acqua dolce della famiglia dei ciclidi endemica del Lago Malawi.
Il nome di ciclide imperatore è utilizzato anche per  Boulengerochromis microlepis del Lago Tanganica, conosciuto più comunemente come ciclide gigante.